# Edward Seymour, 1:e hertig av Somerset
Edward Seymour, 1:e hertig av Somerset, född cirka 1500, död 22 januari 1552 i London, var lordprotektor av England under perioden mellan kung Henrik VIII:s död 1547 och sitt eget åtal år 1549.

## Biografi
Edward Seymours föräldrar var John Seymour (1474–1536) och Margaret Wentworth (cirka 1478–1550). Edward var äldste bror till Jane Seymour, som blev kung Henriks tredje drottning. Deras bror Thomas fick också makt genom deras systers upphöjelse. Edwards första äktenskap med Catharine Fillol annullerades när det upptäcktes att hon hade en affär med hans far John Seymour. Hans andra äktenskap var med Anne Stanhope. I det sistnämnda föddes Edward Seymour, 1:e earl av Hertford.
När Jane Seymour gifte sig med kungen 1536 utsågs Edward Seymour till Viscount Beauchamp, och året därpå till earl av Hertford. Han blev Warden of the Scottish Marches och fortsatte att vara populär efter sin systers död 1537. Han hade stort inflytande över den minderårige kungen Edvard VI och styrde landet i dennes namn. Han utsågs till hertig av Somerset tidigt under kung Edvards regering. Efter att han besegrat skottarna i slaget vid Pinkie Cleugh år 1547 verkade hans ställning oangripbar.
Emellertid hade bröderna Seymour samlat på sig fiender och avund under sin tid i kungens favör och kort efter brodern Thomas fall föll även Edward från makten. Hans position, men inte hans ämbete som lordprotektor, togs av John Dudley, 1:e earl av Warwick, senare förste hertig av Northumberland, och han avrättades för högförräderi vid Tower Hill i januari 1552.

### Webbkällor
- Seymour, 1. Edward i Nordisk familjebok (andra upplagan, 1917)